# David Koloane

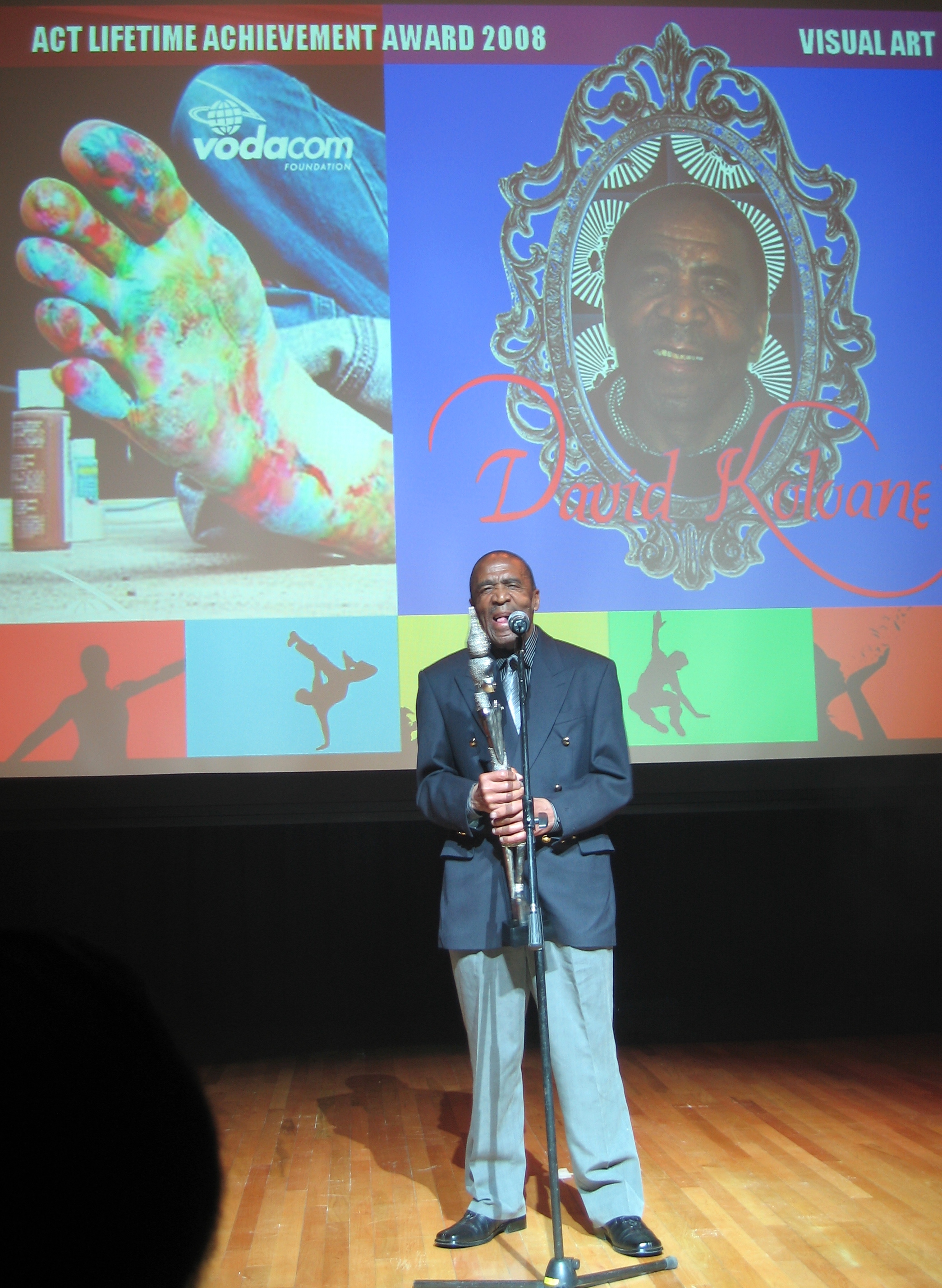
David Koloane (2008)

David Nthubu Koloane (* 5. Juni 1938 in Alexandra, Johannesburg; † 30. Juni 2019 in Johannesburg) war ein südafrikanischer bildender Künstler, Kurator und Kunstkritiker. In seinen Gemälden, Collagen und Zeichnungen befasste er sich mit aktuellen Fragen politischer Ungerechtigkeit und den Menschenrechten. Nach seinen eigenen Aussagen setzte er sich ab 1974 mit der „human condition“, der „Situation des Menschseins“, auseinander.

## Biografie
Koloane wuchs in einem Township auf. Schon während der Schulzeit begann er sich für Kunst zu interessieren und sich in seiner Freizeit damit zu beschäftigen, wenn er nicht Geld für seine Familie verdienen musste. Von 1974 bis 1977 besuchte Koloane den Kunstunterricht in den Bill Ainslie Studios, die später die Johannesburg Art Foundation wurden. 1977 war Koloane einer der Gründer der ersten „schwarzen“ Kunstgalerie in Johannesburg. Seine zunehmende Hingabe in der Kunst brachten ihm daraufhin eine Anstellung als Lehrer in einer Highschool in einem Township ein, erst in Teilzeit, später in Vollzeit. Auch in der folgenden Zeit blieb Koloane sehr engagiert: 1982 war er Co-Koordinator des Culture and Resistance Arts Festival in Botswana, in den Jahren von 1986 bis 1988 war er Kurator der Fuba-Kunst-Galerie in Johannesburg; 1990 fungierte er als Co-Koordinator und Co-Kurator im Rahmen des Zabalaza-Festivals in London.
Von 1984 bis 1985 studierte Koloane zudem an der Universität London, wo er einen Abschluss in Museologie machte.
David Koloane ist mit seinen Arbeiten unter anderem vertreten in der Johannesburg Art Gallery, der South African National Gallery in Kapstadt, dem Botswana National Museum, im Museum Goch sowie in zahlreichen anderen privaten und öffentlichen Sammlungen im In- und Ausland.

## Werk und Arbeitsweise
Seine in dichten, übereinanderliegenden Schichten, intensiv und expressiv mit Ölkreide und Acryl bearbeiteten Leinwände und Zeichnungen befassen sich mit der politischen wie sozialen Situation der schwarzen Bevölkerung in Südafrika. Er sieht und malt, was ihn umgibt. Ohne Anprangerung aber auch ohne Schönfärberei.
Das künstlerische Arbeitsfeld David Koloanes war breit gefächert. Darüber hinaus hat er Beiträge zu verschiedenen Katalogen geleistet,  mehrmals als Jurymitglied fungiert, mehrere Artikel in seiner Heimat sowie im Ausland publiziert. David Koloane ist in den letzten Jahrzehnten nicht nur als Künstler, sondern sowohl als Initiator vieler Workshops innerhalb und außerhalb Südafrikas als auch als Kurator von Ausstellungen und als Kunstkritiker hervorgetreten.
Er ist der Mitbegründer der legendären Bagfactory, Fordsburg Artists’ Studios in Newtown Johannesburg, der ersten Ateliergemeinschaft Südafrikas und saß in den letzten Jahren in allen wesentlichen Kunst- und Kulturgremien des Landes unter anderem im beratenden Gremium des National Arts Council.
1998 wurde Koloane durch die niederländische Regierung mit dem Prinz-Claus-Preis für seinen Beitrag zur Entwicklung der Bildenden Kunst in Südafrika geehrt.
Über seine Arbeiten sagte er:
„Meine Anliegen hinsichtlich sozio-politischer Angelegenheiten und meine Beiträge zu Unterstützung benachteiligter schwarzer südafrikanischer Künstler während und nach der Apartheid sind offensichtlich. Von meiner Arbeit kann man sagen, dass sie die vergangene sowie die aktuelle sozio-politische Landschaft Südafrikas reflektiert. Die sozio-politischen Bedingungen, die durch das Regierungssystem zu Zeiten der Apartheid geschaffen wurden, haben die menschliche Kondition zu der Achse gemacht, um die sich meine gesamte Arbeit dreht. Die Figur des Menschen wurde zur Ikone des kreativen Ausdrucks.“
Ein weiteres Anliegen war ihm die Förderung und Ausbildung von jungen Künstlern. In seiner künstlerischen Arbeit wie in seinem Leben, stand er für das auf der Gefängnisinsel Robben Island geprägte Wort „each one teach one“.

## Ausstellungen (Auswahl)
- 2008 Museum Goch, Goch, Deutschland, David Koloane – Arbeiten auf Papier –, Hommage zum 70. Geburtstag
- 2004 „The ID of South African Artists“ (eine das Musical „The Lion King“ begleitende Ausstellung), Amsterdam, Niederlande
- 2003 Goodman Gallery, Johannesburg, Südafrika
- 2002 Galerie Seippel, Köln, Deutschland, Johannesburg Blues
- 2002 Goodman Gallery, Johannesburg, Südafrika
- 2001 Goodman Gallery, Johannesburg, Südafrika
- 2000 Liberated Voices Exhibition, Museum for African Art, New York City, USA
- 1990 Gallery on the Market, with Michael Zondi, Johannesburg, Südafrika
- 1990 South African Mural Exhibition, I.C.A. Gallery London, Großbritannien
- 1990 Art from South Africa Museum of Modern Art, Oxford, Großbritannien
- 1989 African encounter, Dome Gallery, New York, USA
- 1989 The Neglected Tradition Exhibition, Johannesburg Art Gallery, Johannesburg, Südafrika
- 1988 Pachipamwe international artists workshop, Zimbabwe National Gallery Harare, Simbabwe
- 1987 Contemporary Black artists Academy Art Gallery, Paris, Frankreich
- 1987 Portraits: UNISA Art Gallery, Pretoria, Südafrika
- 1986 Historical perspective of Black South African artists French Alliance, Pretoria, Südafrika
- 1985 Fuba Gallery, Johannesburg, Südafrika
- 1985 Gallery 198, London, Großbritannien
- 1984 Stockwell Studio exhibition, London, Großbritannien
- 1982 Art towards social development, National Gallery and Museum, Gaborone, Botswana
- 1979 Bill Ainslie Studios, Gallery, Johannesburg, Südafrika
- 1979 Gallery 101, Johannesburg, Südafrika
- 1978 Black Expo ’78, Johannesburg, Südafrika
- 1977 The Gallery, Johannesburg, Südafrika
- 1977 Nedbank Gallery Killarney, Johannesburg, Südafrika